# Sensationsprozeß Casilla
Sensationsprozeß Casilla ist ein deutscher Film aus der NS-Zeit. Es handelt sich um einen anti-US-amerikanischen Propagandafilm. Der Film basiert auf einem Roman von Hans Mahner-Mons.

## Handlung
Im Jahr 1938 Jahren fliegt der Rechtsanwalt Vandegrift mit seiner Tochter Jessie von Dakar nach Casablanca. Als der Pilot krank wird, rettet der Häftling Peter Roland ihnen das Leben. Zum Dank will Vandegrift Roland bei seinem Mordprozess zur Seite stehen.
Roland wird vorgeworfen, 1928 einen berühmten Kinder-Filmstar namens Binnie entführt und ermordet zu haben. Während des Prozesses kommt zu Tage, dass er Binnie nur entführt hat, um sie vor ihrer selbstsüchtigen Mutter Sylvia zu schützen. Als das Kind vor Gericht gebracht werden soll, um Peters Unschuld zu beweisen, ist die Suche erfolglos.
Die US-Justiz verurteilt den Deutschen irrtümlich zum Tod, doch kann Vandegrift mit dem Auftauchen der mittlerweile erwachsen gewordenen Binnie im letzten Moment seine Unschuld beweisen.

## Produktion
Der Film kam am 22. September 1939 in die deutschen Kinos.

## Kritik
„Selten gezeigt: Spannender UFA-Krimi, der wenige Wochen vor Beginn des Zweiten Weltkrieges erschien.“